# Willie McIntosh
William Peter Hay McIntosh, noto con il nome Willie (Loanhead, 30 luglio 1939), è un ex calciatore scozzese, di ruolo attaccante.

## Carriera
Formatosi nel Musselburgh Athletic e nell'Hearts, il 4 giugno 1960 viene ingaggiato dai cadetti del Cowdenbeath, rimanendovi sino al 1962.
Nel giugno 1962 passa per £2.000 all'East Stirlingshire, con cui ottiene la promozione in massima serie grazie al secondo posto ottenuto nella Scottish Second Division 1962-1963. Nella stagione seguente rimane in forza ai The Shire, prima di passare il 2 maggio 1964 per £4.000 all'Aberdeen.
Nella stagione 1964-1965 ottiene il dodicesimo posto in campionato, giocando 7 incontri e segnando una rete.
Terminata l'esperienza ai Dons si trasferisce in Sudafrica per giocare nell'Highlands Park, con cui vince la NFL 1966.
Nel 1968 viene ingaggiato dagli statunitensi dell'Atlanta Chiefs, con cui vince la prima edizione della NASL.
Terminata l'esperienza americana ritorna in Sudafrica per tornare a giocare con gli Highlands Park e poi nel Germiston Callies e Boksburg.

## Palmarès
- Campionato sudafricano: 1

Highlands Park: 1966
- Campionato NASL: 1

Atlanta Chiefs: 1968